# Raven’s Cry
Raven’s Cry – przygodowa fabularna gra akcji z 2015 roku, łącząca w sobie elementy i postaci fantastyczne z realiami siedemnastowiecznych Karaibów, stworzona przez polskie Reality Pump Studios. Wydana 30 stycznia 2015 roku przez TopWare Interactive na komputery osobiste. W planach znajdowały się również wersje przeznaczone na konsole PlayStation 3, PlayStation 4 i Xbox 360, jednak prace nad nimi zostały wstrzymane.

## Rozgrywka
Głównym bohaterem gry jest Christopher Raven, jedyny ocalały z ataku piratów, w którym zginęli jego ukochani. Raven poszukuje Neville’a Scrantona, którego obwinia za masakrę.
W grze zaimplementowane zostały elementy gier fabularnych, takie jak system moralności, zadania poboczne i magiczne przedmioty mogące zwiększać atrybuty postaci. W walce postać może używać broni białej i palnej. Podczas przemierzania świata natrafić można zarówno na karaibskie porty, jak i ziemie Azteków. Unikalną mocą Ravena jest przywoływanie kruków, mogących rozszarpać jego przeciwników na strzępy, jak również zapewnić premię do ataku czy zadawanych obrażeń.

## Produkcja
Większość założeń gry jest efektem pracy fińskiej firmy Octane Games, należącej do Nitro Games. Pierwsza publiczna zapowiedź Raven’s Cry miała miejsce w 2011 roku, kiedy deweloperzy zaprezentowali grę fińskiej prasie. Podczas prezentacji zapowiedziano, że gra zostanie wydana przez TopWare Interactive. Deweloper nie dotrzymał jednak zakładanych terminów ukończenia gry, w związku z czym w 2013 roku – po wielu opóźnieniach – TopWare odsunęło twórców od projektu i przekazało go krakowskiemu studiu Reality Pump.

## Odbiór
Gra spotkała się z miażdżąco negatywnym przyjęciem ze strony krytyków, jak i użytkowników. Średnia ocen z recenzji w serwisie GameRankings wynosi 25.71%, z kolei w serwisie Metacritic 27/100. Recenzenci skrytykowali prawie wszystkie aspekty gry, w tym m.in. rozgrywkę, rozliczne błędy oraz dubbing. W internetowym programie Angry Joe Show gra, jak również Curse of Raven’s Cry, znalazła się na pierwszym miejscu zestawienia dziesięciu najgorszych produkcji 2015 roku. Prowadzący skrytykował ją przede wszystkim za bardzo słabą jakość i brak kwestii mówionych w niektórych dialogach, zaś jej twórców za próbę wymazania negatywnych recenzji poprzez wycofanie gry ze sprzedaży, a następnie połatanie jej i ponowne wydanie pod innym tytułem. Raven’s Cry znalazło się wśród najgorszych gier 2015 roku w zestawieniu portalu Polygon.

## Vendetta: Curse of Raven’s Cry
W związku z negatywnym odbiorem, 19 października 2015 roku Reality Pump zapowiedziało wydanie odświeżonej i rozszerzonej wersji gry, zatytułowanej Vendetta: Curse of Raven’s Cry, zawierającej m.in. nowe mechaniki, zadania, bronie, ulepszenia oraz nagrany od nowa dubbing. Reedycja ukazała się na rynku 20 listopada 2015 roku, posiadaczom oryginalnej wersji udostępniona została ona za darmo, jednak również ona spotkała się z negatywnym przyjęciem. 28 stycznia 2016 gra została wycofana z dystrybucji na platformie Steam w związku z recenzjami podstawionych użytkowników, którzy zawyżali jej ocenę.